# La Immaculada de Casa Mossèn Joan
La Immaculada de Casa Mossèn Joan és la capella particular de Casa Mossèn Joan, del poble d'Estaís, en el terme municipal d'Espot, a la comarca del Pallars Sobirà.
Està situada en el mateix poble d'Estaís.
És una capella petita, que forma part de les habitacions de la mateixa casa.